# Franziska Kampmann
Franziska Kampmann (Castrop-Rauxel, 5 de junio de 1997) es una deportista alemana que compite en remo.
Ganó una medalla de plata en el Campeonato Mundial de Remo de 2018 y tres medallas en el Campeonato Europeo de Remo entre los años 2019 y 2021.
Participó en los Juegos Olímpicos de Tokio 2020, ocupando el quinto lugar en la prueba de cuatro scull.

## Palmarés internacional
| Campeonato Mundial | Campeonato Mundial | Campeonato Mundial | Campeonato Mundial |
| Año                | Lugar              | Medalla            | Prueba             |
| ------------------ | ------------------ | ------------------ | ------------------ |
| 2018               | Plovdiv (Bulgaria) | Medalla de plata   | Cuatro scull       |
| Campeonato Europeo |                    |                    |                    |
| Año                | Lugar              | Medalla            | Prueba             |
| 2019               | Lucerna (Suiza)    | Medalla de oro     | Cuatro scull       |
| 2020               | Poznań (Polonia)   | Medalla de plata   | Cuatro scull       |
| 2021               | Varese (Italia)    | Medalla de bronce  | Cuatro scull       |